# Lepadella psammophila
Lepadella psammophila är en hjuldjursart som beskrevs av Tzschaschel 1979. Lepadella psammophila ingår i släktet Lepadella och familjen Lepadellidae. Inga underarter finns listade i Catalogue of Life.